# ثيو يونغ
ثيو يونغ (بالإنجليزية: Theo Young)‏ هو لاعب كرة قدم أمريكية أمريكي، ولد في 25 أبريل 1965 في نيوبورت في الولايات المتحدة.

## وصلات خارجية
- ثيو يونغ على موقع مرجع كرة القدم المحترفة.كوم (الإنجليزية)